# Joseph Morrin
Joseph Morrin, né le 19 octobre 1794 au Dumfriesshire et mort le 24 août 1861 à Québec, est un médecin et homme politique canadien.

## Biographie

### Jeunesse et carrière médicale
Né en Écosse, il arrive à Québec à l'âge de quatre ans. Puisqu'il n'y a encore aucune école de médecine dans la ville, Morrin travaille comme apprenti chirurgien. Il retourne en Écosse poursuivre une formation médicale à l'Université d'Édimbourg. Il se marie le 18 janvier 1817 avec Catherine Evans.
Il commence ensuite à travailler comme médecin à l'Hôtel-Dieu de Québec en 1826. En 1845, Morrin participe à la fondation de l'asile de Beauport.

### Carrière politique
Du 15 août 1840 au 12 décembre 1842 et du 11 février 1850 au 12 février 1855, il est échevin au conseil municipal de Québec. Il est maire de Québec à deux reprises : du 12 février 1855 au 22 janvier 1856 et du 19 janvier 1857 au 18 janvier 1858. Il est le premier maire démocratiquement élu de la ville.
Le 6 juin 1857, il se rend à Londres pour défendre Québec à titre de capitale du Canada. Il est de retour le 23 août. La reine Victoria choisit finalement Bytown plus tard dans l'année.
Décédé en 1861, son corps repose depuis au cimetière Mount Hermon.

## Postérité
- Le Morrin Centre est nommé en son honneur.